# Строганов, Григорий Александрович (1770)
Барон, граф (с 22 августа 1826) Григо́рий Алекса́ндрович Стро́ганов (1770, Санкт-Петербург — 1857, там же) — русский дипломат из рода Строгановых, посол в Испании, Швеции и Османской империи. Действительный тайный советник.

## Детство и юность
Единственный сын действительного тайного советника барона Александра Николаевича Строганова (1740—1789) от брака с Елизаветой Александровной Загряжской (1745—1831) родился в Санкт-Петербурге 17 (28) сентября 1770 года (Петербургский некрополь указывает днём рождения 13 сентября). Брат Екатерины (в замужестве Нарышкиной) и Елизаветы (в замужестве Демидовой). Родился в Петербурге, крещён 24 сентября 1770 года в церкви Вознесения Господня при Адмиралтейских слободах при восприемстве барона С. Н. Строганова и графини М. Н. Скавронской. Получил домашнее образование под руководством француза гувернера. 
В 1787 году вместе с кузеном Павлом Александровичем Строгановым и его воспитателем Ж. Роммом отправился в заграничное путешествие с целью продолжить образование. В 1787—1788 годах находился в Женеве, где посещал занятия по химии, физике и астрономии; в 1789 году прибыл во Францию, где вскоре получил известие о смерти отца и вынужден был выехать в Россию. В 1796 году пожалован в действительные камергеры и назначен присутствующим в Берг-коллегии.

## Дипломатическая служба
В 1804 году направлен посланником в Мадрид. В 1808 году по собственной инициативе покинул Мадрид в связи с приближением наполеоновских войск. В 1812 году назначен чрезвычайным посланником и полномочным министром в Швеции. В 1816 году получил назначение возглавить миссию в Константинополе. В июле 1821 года покинул турецкую столицу вместе со всей российской миссией в Константинополе в знак протеста против наложения Турцией эмбарго на товары, провозимые кораблями под российским флагом, и запрета греческого судоходства в проливах. Тогда же, в 1821 году произведён в действительные тайные советники. В 1822—1826 годах находился в отпуске за границей.

## Николаевское царствование
Член Верховного уголовного суда по делу декабристов. 22 августа 1826 года, в день коронации императора Николая I, барону Григорию Александровичу Строганову был пожалован титул графа. В 1827 году назначен членом Государственного совета. В 1838 году официально представлял Россию на коронации английской королевы Виктории. В дальнейшем обер-шенк (1836), обер-камергер (1846), почётный член Академии наук.
Двоюродный дядя и опекун Н. Н. Пушкиной и её детей (1837—1846). Уговорил петербургского митрополита Серафима разрешить погребение Пушкина по христианскому обряду, что тот сначала запретил, считая смерть на дуэли равносильной самоубийству.
Под конец жизни граф Строганов большей частью жил за границей, в отпуске, принужденный постоянно лечиться, пользуясь советами известных окулистов. Тем не менее перед смертью он совсем ослеп.
Умер 7 (19) января 1857 года и похоронен в Лазаревской церкви Александро-Невской лавры.

## Награды
Российской империи:

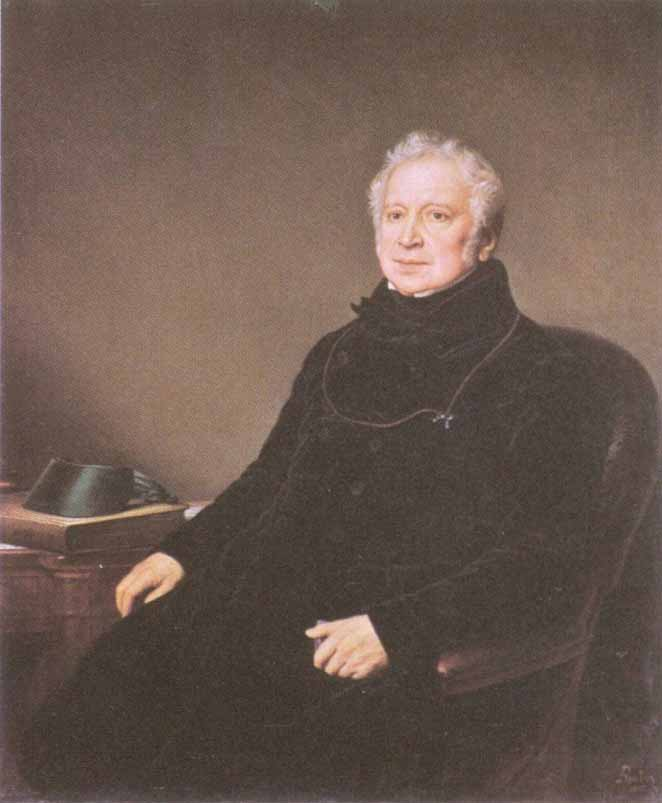
Художник Карл Карлович Штейбен, 1845. Государственный Русский музей.

- Орден Святого Иоанна Иерусалимского родовой командор (18 февраля 1799)[5][6]
- Орден Святого Владимира 2-й степени (3 мая 1815)
- Орден Святого Александра Невского (17 апреля 1817)
- Орден Святого апостола Андрея Первозванного (25 марта 1839)
- Орден Белого орла (25 марта 1839)
- Орден Святой Анны 1-й степени (25 марта 1839)
- Орден Святого Станислава 1-й степени (25 марта 1839)
- Знак отличия беспорочной службы за XL лет
- Знак отличия беспорочной службы за L лет (1843)

Иностранных государств:
- Орден Нидерландского льва большой крест (королевство Нидерланды)
- Орден Спасителя большой крест (1836, королевство Греция)

## Семья

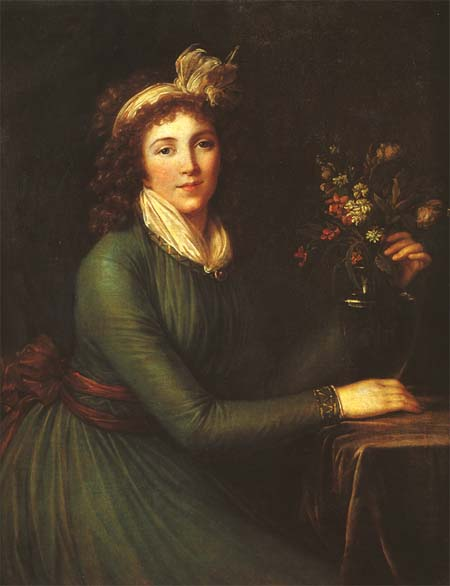
Анна Сергеевна

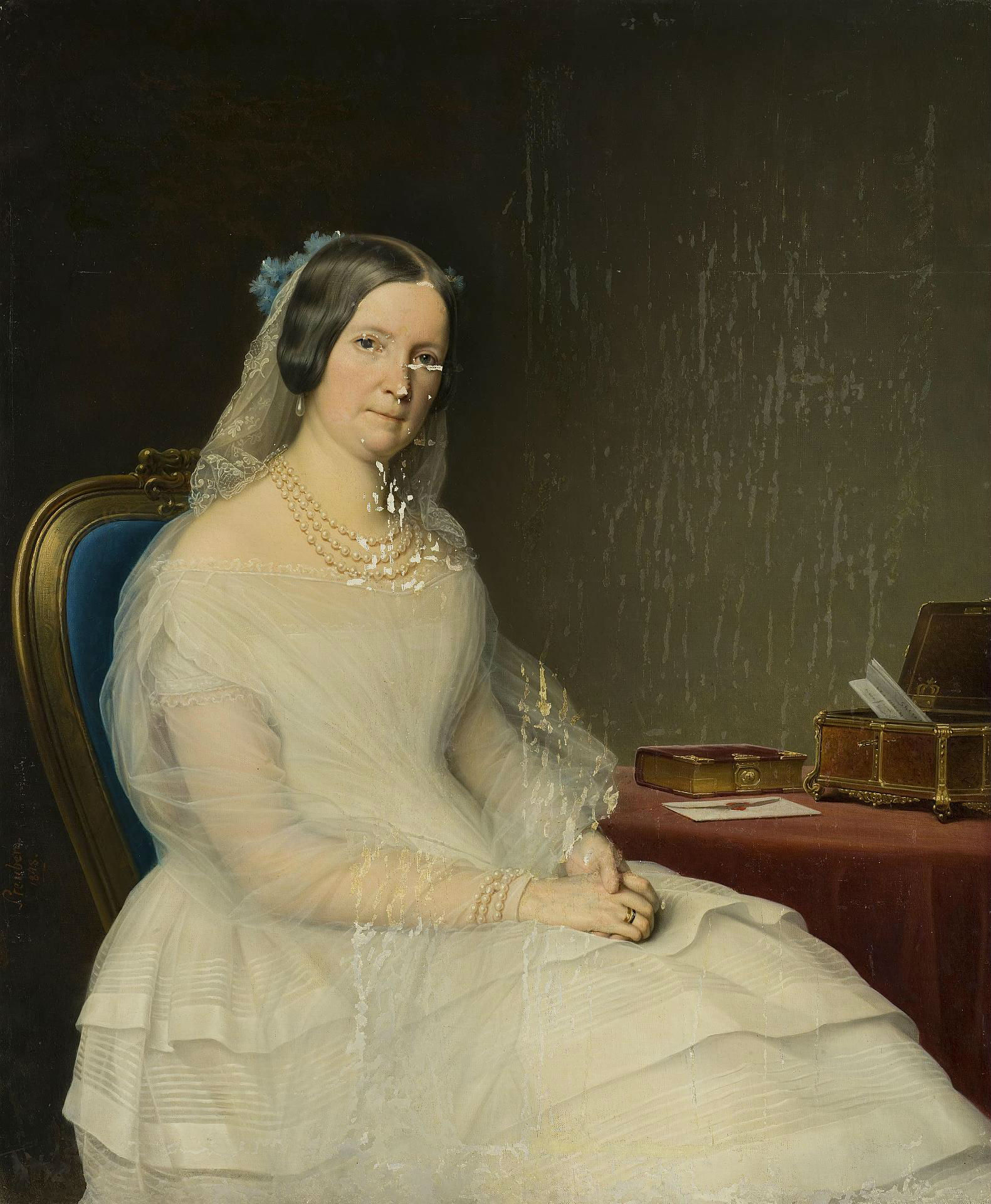
Юлия Петровна

Первая жена (с 16 февраля 1791 года) — княжна Анна Сергеевна Трубецкая (08.05.1765—21.10.1824), фрейлина двора, родная сестра генерал-адъютанта В. С. Трубецкого и графини Е. С. Самойловой. Родилась в Петербурге, крещена 28 мая 1765 года в Симеоновской церкви при восприемстве князя И. В. Несвицкого и бабушки княгини А. Л. Трубецкой. Брак её не был счастливым и последующие годы жила с мужем врозь. С 1795 года Строгановой принадлежал в Петербурге дом на Большой Морской. По словам современницы, она «была высокая, стройная женщина с бледным, печальным лицом, носила всегда черное платье и чепец с белыми лентами». Умерла от простуды в Дрездене. Тело её было перевезено в Петербург и 5 февраля 1825 года отпето в церкви Александра Невского при Аничковом дворце. Похоронена в Духовской церкви Александро-Невской лавре. Дети:
- Николай Григорьевич (1794—06.06.1824), умер в Пизе.
- Сергей Григорьевич (19.11.1794—09.04.1882), генерал-адъютант, сенатор. Был женат с 1818 года на графине Наталье Павловне Строгановой (1796—1872), вместе с женой получил титул графа.
- Александр Григорьевич (11.01.1796—14.08.1891), генерал-адъютант, генерал от артиллерии.
- Алексей Григорьевич (17.05.1797—17.12.1879), крестник графа А. С. Строганова[10], камер-юнкер, тайный советник, камергер, чрезвычайный посланник и пономочный министр при португальском дворе. Скончался от воспаления легких в Париже, похоронен там же на кладбище Пер-Лашез.
- Елена Григорьевна (11.02.1800?—25.06.1832), была замужем за государственным и общественным деятелем И. Д. Чертковым (1796—1865), умерла в Царском селе при родах.
- Прасковья (Полина) Григорьевна (26.05.1800[11]— ?), крещена 2 июня 1800 года в собора Св. Исаакия Далматского, крестница княгини В. А. Шаховской, умерла в детстве.
- Валентин Григорьевич (13.11.1801[12]—4.11.1833[13]), крещён 18 ноября 1801 года в церкви Вознесения при восприемстве брата Николая; штаб-ротмистр лейб-гвардии Кавалергардского полка. Умер в Петербурге от водянки, похоронен в Александро-Невской лавре.
- Григорий Григорьевич, ум. в младенчестве.

Вторая жена (с 12 июля 1827) — графиня  Юлия Петровна (Жулиана Мария Луиза Каролина София) фон Ойенгаузен   (1782—1864), по первому мужу д’Ега (da Ega) — португальскому графу, посланнику в Мадриде в 1806 году Айресу д’Ега. Кавалерственная дама ордена Св. Екатерины (малого креста) (1841) и испанского Марии-Луизы (26.11.1827), статс-дама двора (1862); благотворительница.
- Предположительная внебрачная дочь Строганова — Идалия Григорьевна (между 1807 и 1810—1890)[14], замужем за генерал-майором A. M. Полетикой.

Дети
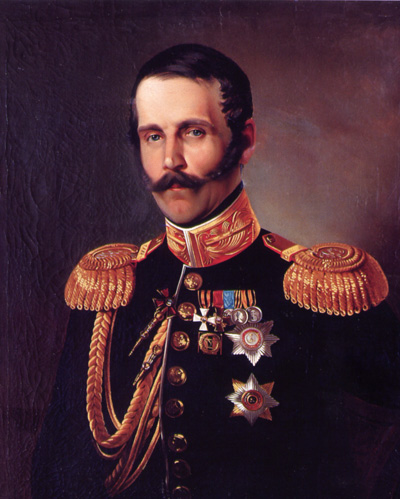
Сергей Григорьевич
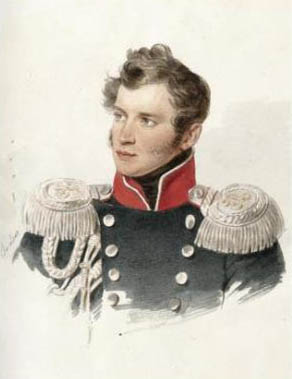
Александр Григорьевич
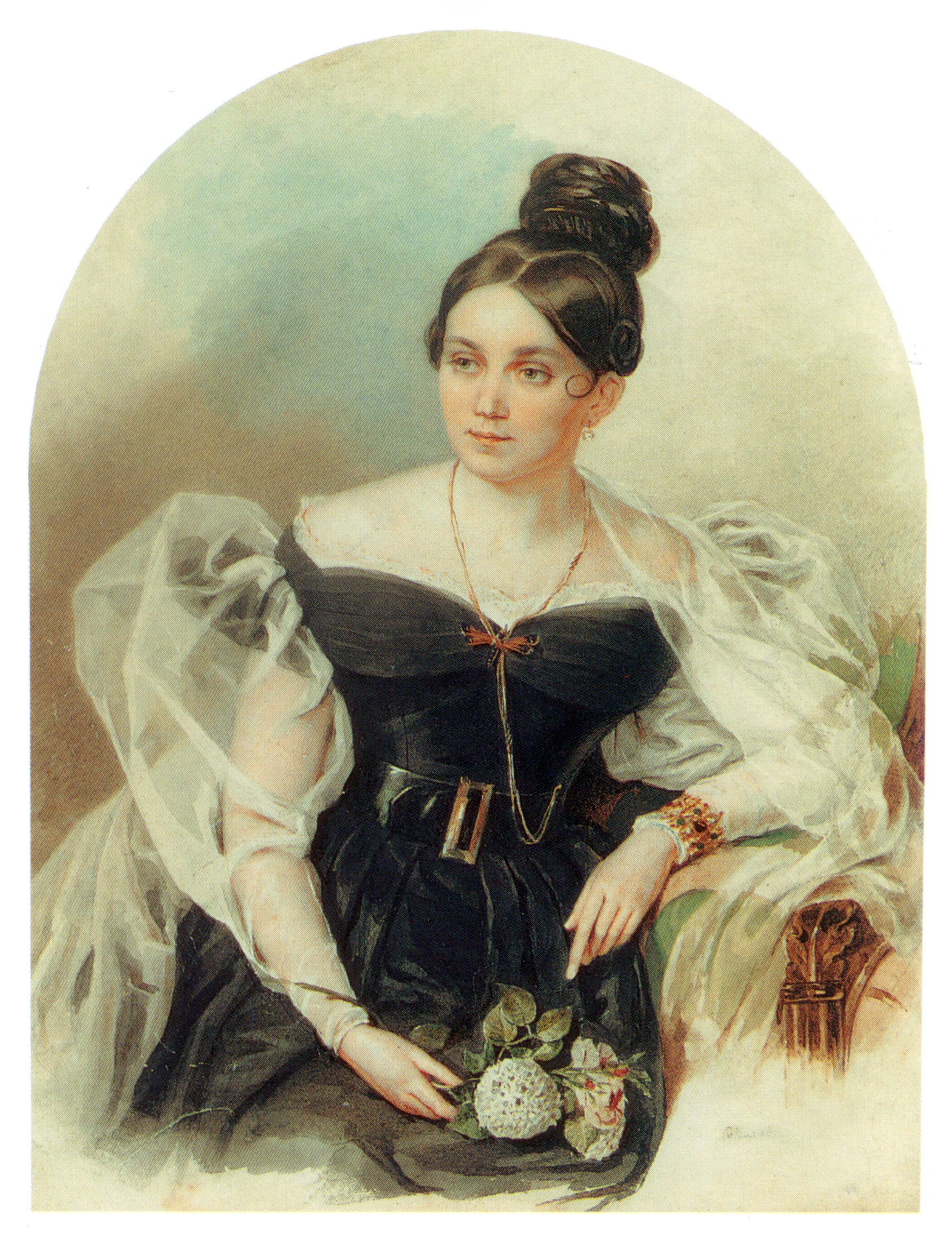
Елена Григорьевна
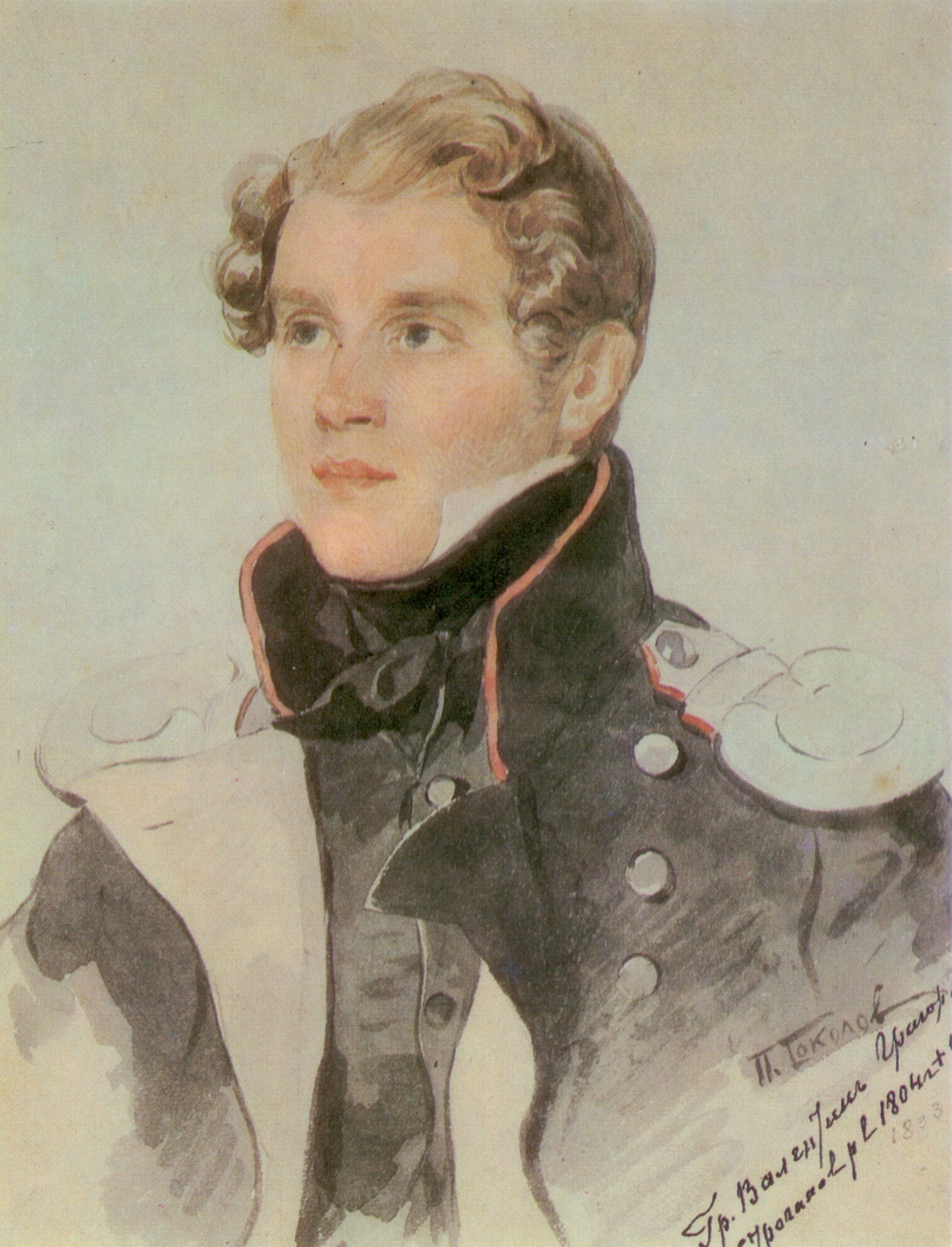
Валентин Григорьевич
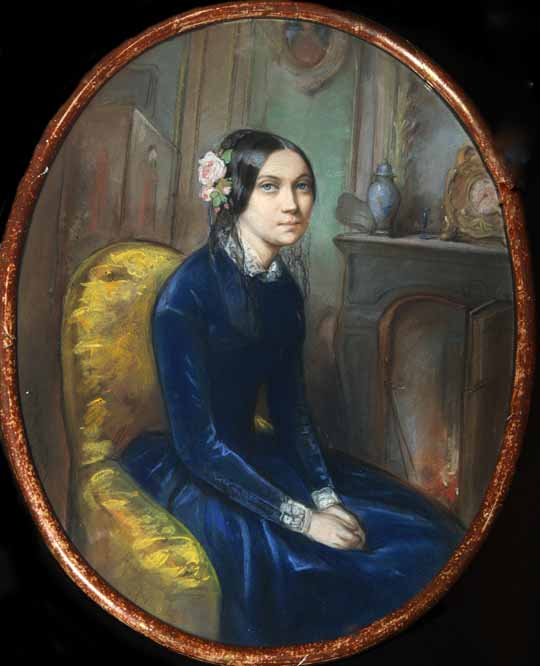
Идалия Григорьевна